# Sốt xuất huyết kèm theo suy thận do virus Hanta
Sốt xuất huyết kèm theo suy thận do virus Hanta do chuột cắn còn gọi là Hantavirus hemorrhagic fever with renal syndrome (HFRS) là một trong các hội chứng của bệnh sốt chuột cắn gây ra bởi virus Hanta được truyền qua vết cắn của chuột và gây ra sốt xuất huyết kèm suy thận. Đây là thể phổ biến của bệnh này ở châu Âu, châu Á và châu Phi.
Hantavirus được đề cập đến lần đầu tiên vào năm 1951, nhân dịch bệnh xảy ra ở quân đội Hoa kỳ khi đang tham chiến tại Triều Tiên. Ca bệnh đầu tiên do Hantavirus được ghi nhận tại Hoa Kỳ năm 1970, tại Canada năm 1990, và vào năm 1993 dịch bệnh Hantavirus xuất hiện tại Bỉ và miền Tây Nam Hoa Kỳ.

## Đại cương
Chuột và loài gặm nhấm được xem là ổ chứa Hantavirus lây từ chuột sang người thông qua đường hô hấp do hít phải các chất bài tiết thải ra từ chuột hay bị chuột cắn, qua niêm mạc mắt và miệng, do nước hoặc thức ăn bẩn đã bị nhiễm Hantavirus trước đó, kể cả khi chết xác chuột vẫn còn phóng thích Hantavirus. Vi rút này có trong nước tiểu, phân, nước bọt của loài gặm nhấm như mèo chuột nuôi làm cảnh (chuột cảnh), chuột ở phòng thí nghiệm (chuột bạch), chuột đồng, chuột cống. Do đó, bắt chuột đồng cũng dễ mắc vi-rut này.

## Lây nhiễm
Hantavirus là loại vi rút lây từ chuột sang người, nó có trong nước bọt và nước tiểu của chuột, ngay cả khi chết xác chuột vẫn còn phóng thích Hantavirus. Những người nhiễm Hantavirus thường có dấu hiệu cảm cúm, khó thở cộng thêm bệnh sử có tiếp xúc với chuột từ 1 - 6 tuần. Loại virus này được truyền sang người thông qua hai con đường:
- Người hít phải khí dung có trong nước tiểu của chuột. Khi chuột phóng uế ra sàn nhà, nhất là những nơi chúng thường xuyên trú ngụ, khi gặp không khí hơi nước tiểu bốc lên rồi chuyển thành những giọt khí dung, sau đó, tạo thành hơi nước bay lên, nếu người hít phải sẽ tạo nên mầm bệnh. Loại nước tiểu này, bằng mắt thường sẽ không thể nhìn thấy.
- Những người bị chuột cắn sẽ có tỉ lệ nhiễm Hanta rất cao, vì virus này có trực tiếp trong nước bọt của chuột.

## Đối tượng
Những người sống ở nơi có nhiều chuột có nguy cơ mắc bệnh. Những người thường đi dạo trong rừng, ngoài đồng hoang hoặc thích đi cắm trại; người làm việc trong các kho hàng hay tại những vựa thóc lúa; người làm nghề thợ điện, sửa ống nước... có chuột sống trong đó. Ngoài ra, những người làm rừng, các chuyên viên phòng thí nghiệm thường xuyên tiếp xúc và sử dụng các loài chuột hoặc các loài gặm nhấm hoang dã cũng có thể nhiễm Hantavirus. Ở Việt Nam trước đây, người bệnh dương tính với Hantavirus thường là công nhân quét dọn phải thường xuyên tiếp xúc với các vật dụng để trong nhà kho lâu ngày dính nước tiểu chuột. Hiện nay, người nào cũng có thể tiếp xúc với loại virus này.

## Triệu chứng
Khi bị nhiễm virus Hanta từ chuột gây suy thận vì khi bị nhiễm Hantavirus, bệnh nhân có triệu chứng sốt cao 3–5 ngày, có khi sốt kéo dài 4–6 tuần. Từ khi nhiễm Hantavirus đến khi phát bệnh khoảng 9–35 ngày, nhưng đa số từ 9–24 ngày. Bệnh có biểu hiện qua 4 thời kỳ: sốt, đau cơ lớn (các cơ vai, đùi, lưng), người gai lạnh, suy nhược, đau đầu, chán ăn, buồn nôn, có khi nôn, đau bụng (tăng dần) và tiêu chảy. Trường hợp bệnh diễn tiến nặng, nếu phát hiện muộn, bệnh nhân có thể tử vong (tỷ lệ tử vong từ (14–38%) do suy hô hấp, suy tim, suy thận phải. Ở thời kỳ đầu, khi bệnh nhân bị đau bụng rất dễ nhầm lẫn với bệnh viêm ruột thừa hoặc viêm cầu thận có mủ. Có bệnh nhân còn có biểu hiện mặt đỏ hồng như đi tắm biển. Ngoài ra, bệnh nhân còn có một số triệu chứng của bệnh đường hô hấp trên như đau họng, ngạt mũi, viêm xoang, đau tai.

## Phòng ngừa
Cần làm sạch nhà cửa, không đổ thức ăn bừa bãi để tạo cho chuột có điều kiện để chuột sinh sôi nhanh và bằng mọi cách không để bị chuột cắn. Rác thải và đồ ăn thức uống vứt bừa bãi đã tạo nên một môi trường thuận lợi cho chuột sinh sôi.